# Bioeconomia
La bioeconomia o bioteconomia és tota activitat econòmica derivada de l'activitat i recerca científica concentrada en entendre els mecanismes i processos als nivells genètics i moleculars i l'aplicació d'aquest coneixement en qualsevol procés industrial. O sigui, els mitjans a través dels quals es pot obtenir diners de la biotecnologia.
L'evolució de la indústria biotecnològica i la seva aplicació en l'agricultura, salut, indústries química o energètica és un exemple clàssic de l'activitat bioeconòmica.
El terme va ser definit per Juan Enriquez i Rodrigo Martinez en el Genomics Seminar, el 1997, AAAS meeting a Filadèlfia. Un extracte d'aquest estudi fou publicat el 1998 a la revista Science Magazine sota el títol "Genomics and the World's Economy" (Genòmica en l'Economia Mundial).
El terme és amplament emprat per agències de desenvolupament regional, organitzacions internacionals i companyies de biotecnologia. Està estretament relacionat amb l'evolució de la indústria biotecnològica. L'habilitat per estudiar, entendre i manipular el material genètic ha estat possible degut al progrés tecnològic.